# Одетта Гелловс
Одетта Сенсом Гелловс (англ. Odette Sansom Hallowes), уроджена Одетта Марі Селін Брейлі (фр. Odette Marie Céline Brailly; 28 квітня 1912, Ам'єн, Франція — 13 березня 1995, Волтон-на-Темзі, Англія) — британська розвідниця французького походження часів Другої світової війни, кавалер Ордена Британської Імперії, Почесного легіону і Георгіївського хреста. 

## біографія

### Ранні роки
Одетт Марі Селін Брейлі народилася 28 квітня 1912 у французькому місті Ам'єн, в родині героя Першої світової війни Гастона Брейлі, який загинув у 1918 році в Вердені. У віці семи років перехворіла на поліомієліт, протягом року страждала від сліпоти і часткового паралічу тіла.

### Життя з Роєм Семсомом
Одетта зустріла в Булоні англійця на ім'я Рой Сенсом і в 1931 році вийшла за нього заміж, виїхавши до Англії. У шлюбі народилися три дочки: Франсуаза, Лілі і Маріанна. У 1940 році Рой був призваний в армію, а навесні 1942 року Британське адміралтейство оголосило збір листівок і сімейних фотографій з видами континентальної Європи для планування військових дій, про що почула Одетта. Вона написала англійцям лист, що у неї є фотографії, зроблені в околицях Булонь-сюр-Мер, але помилково відправила лист не в Адміралтейство, а у Військове міністерство. В результаті її зарахували в спеціальний підрозділ — Сестринський Єменський корпус першої медичної допомоги (FANY), а потім перевели в школу полковника Моріса Бакмастера при Управлінні спеціальних операцій. Одетту готувалися закинути в окуповану німцями Францію для допомоги французьким партизанам. Дочок вона відправила в спеціальну католицьку школу для дівчаток.

### В окупованій Франції
У 1942 році Одетта висадилася неподалік від Канн і зв'язалася зі своїм начальником, Пітером Черчиллем. Під псевдонімом «Ліза» вона поставляла кошти Черчиллю і працювала його кур'єром. Осередок Черчилля розкрив подвійний агент Гуго Бляйгер і заарештував Одетту і Пітера 16 квітня 1943 готелі в Сен-Жорйо, після чого обидва були відправлені до в'язниці Френ в Парижі. Одетту допитували в будинку 84 на Авеню-Фош — штаб-квартирі нацистської контррозвідки — і катували розпеченим залізом, проте та стверджувала, що Пітер Черчилль був племінником Вінстона Черчилля і заодно її чоловіком.

### У концтаборі Равенсбрюк
У червні 1943 року Одетту засудили до смертної кари, проте покарання ніхто так і не виконав. Її заслали в концтабір Равенсбрюк. На щастя, саме неправдиві свідчення Одетти про те, що вона є невісткою Вінстона Черчилля, врятували її від смерті. Британці вирішили, що німці не захочуть вбивати рідну для Черчилля людину і будуть тримати її якомога довше. Комендант концтабору Фріц Зурен, який здався американцям в полон, повірив в цю легенду і перед відправкою на суд забрав з собою Одетту, щоб на суді підтвердити спорідненість Одетти з сім'єю Черчилля і врятуватися від смертного вироку. Однак Одетта виступила свідком звинувачення на Гамбурзькому процесі у справі про в'язнів Равенсбрюка (Зурен втік з суду, але був засуджений французьким судом і розстріляний в 1950 році).

### Особисте життя після війни
Рой Семсон помер, поки Одетта перебувала в ув'язненні. У 1947 році вона вийшла заміж за Пітера Черчилля, з яким розлучилася в 1956 році і вийшла заміж за Джеффрі Гелловса в тому ж році. Гелловс пережив смерть дружини і помер в 2006 році.
У 1955 році нею разом з Тоні Лотіан, маркізою Лотіан, і леді Джорджиною Колрідж, маркізою Туїддейл, був заснований щорічний благодійний бенкет Жінки року у Великій Британії.

## Нагороди
- Георгіївський Хрест (Велика Британія) — перша з трьох жінок Сестринського Єменського корпусу першої медичної допомоги, нагороджених Георгіївським хрестом, і єдина, нагороджена за життя.
- Орден Британської імперії
- Орден Почесного легіону, кавалер — за співпрацю з Французьким Опором.
- Медаль Опору (Франція)
- Зірка 1939—1945
- Зірка Франції та Німеччини
- Медаль оборони (Велика Британія)
- Воєнна медаль 1939—1945
- Коронаційна медаль Королеви Єлизавети II
- Медаль Срібного ювілею королеви Єлизавети II

Георгіївський хрест Одетти Гелловс був одного разу вкрадений, але повернутий після публічного звернення з запискою такого змісту: «Мадам, ви здаєтеся милою старенькою. Господь береже вас і ваших дітей. Спасибі вам за те, що вірили в мене. Я не такий вже поганий чоловік — просто обставини такі. Ваша собачка від мене в захваті. Я поплескав/погладив її і залишив їй м'ясця — з холодильника. Щиро ваш, Негідник.»

## Вшанування пам'яті
- В 1950 році вийшов фільм «Одетта», заснований на історії Одетти Гелловс і Пітера Черчілля .
- 23 лютого 2012 була випущена поштова марка із зображенням Одетти Гелловс.